# Стихія (алхімія)

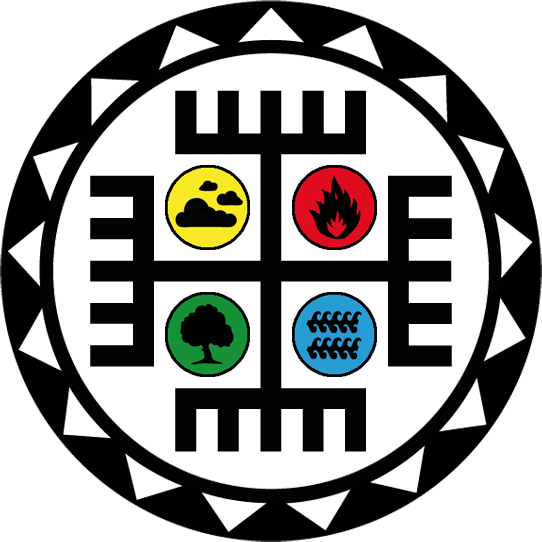
4 елементи у символі сонця (Пшеворська культура)

Стихі́я (елемент; від дав.-гр. στοιχεῖον — «елемент, стихія») в античній і середньовічній натурфілософії — одна з чотирьох (у давньокитайській філософії — 5 стихій у-сін) першооснов світу: земля, вода, повітря і вогонь. Вчення про чотири елементи становило теоретичну основу алхімії.

## Вчення про стихії в античний час

### Елліністична філософія

#### Вогонь, земля, повітря і вода
Теорію чотирьох стихій першим почав розробляти Емпедокл, який вважав, що елементи матеріальні й наділені властивостями філії (любові) і фобії (ворожнечі); ці дві протилежності, властиві всім тілам, і провокують рух матерії.
Емпедокл також довів (принаймні на своє власне задоволення), що повітря є окремою субстанцією, спостерігаючи, що відро, перевернуте у воді, не наповнюється водою, а повітряна кишеня залишається всередині.

#### Платон
За Платоном, елементи, які є різними проявами первинної матерії, здатні до взаємоперетворення. Платон наводив за приклад геометрію багатогранників для пояснення таких властивостей матерії, як твердість, плавкість, повітреподібність, вогнеподібність. При цьому землі відповідав куб, воді — ікосаедр, повітрю — октаедр, вогню — тетраедр. П'ятому можливому правильному багатограннику — додекаедру, на думку Платона, відповідав п'ятий елемент, який Бог-Творець використовував, щоб створити небесні тіла.

#### Аристотель

За Арістотелем, кожен елемент являє собою один зі станів єдиної першоматерії — певне поєднання основних якостей — тепла, холоду, вологості та сухості:
- Тепло + сухість = Вогонь
- Тепло + вологість = Повітря
- Холод + вологість = Вода
- Холод + сухість = Земля

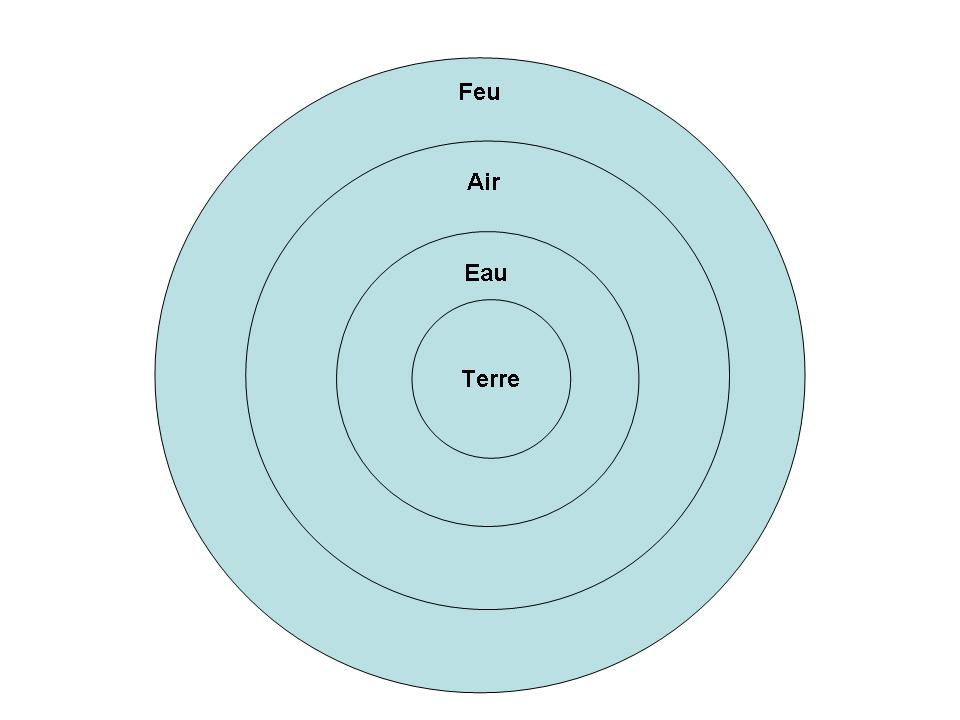
4 елементи навколо Землі (Terre): Вода (Eau), Повітря (Air), Вогонь (Ferre)

У натурфілософії Арістотеля також передбачалося існування п'ятого елемента, (квінтесенції) — ефіру, або початку руху. Геоцентрична космологія Арістотеля включала припущення, що навколо центру Всесвіту (центру Землі) розташовані послідовно сфери чотирьох елементів у порядку зменшення їх тяжкості — землі, води, повітря і вогню; вище їх розташовані небесні сфери.

#### Неоплатонізм
Філософ-неоплатонік Прокл відкидав теорію Арістотеля, яка пов'язувала елементи з чуттєвими якостями гарячим, холодним, вологим і сухим. Він стверджував, що кожен з елементів має три властивості. Вогонь гострий, тонкий і рухливий, тоді як його протилежність, земля, тупа, щільна і нерухома; вони об’єднані проміжними елементами, повітрям і водою, таким чином
Згідно з уявленнями сучасної науки, цим чотирьом елементам можна приблизно зіставити чотири агрегатних стани речовини відповідно: тверде, рідке, газоподібне і плазма. Поняття літосфера, гідросфера, атмосфера і магнітосфера також можна зіставити з арістотелевськими сферами чотирьох елементів.
| Вогонь  | Sharp | Subtle | Mobile   |
| Повітря | Blunt | Subtle | Mobile   |
| Вода    | Blunt | Dense  | Mobile   |
| Земля   | Blunt | Dense  | Immobile |

#### Герметизм
У тексті, написаному в Єгипті в елліністичні або римські часи під назвою Коре Косму («Діва світу»), авторство якого приписують Гермесу Трисмегісту (асоційованому з єгипетським богом Тотом), названі чотири елементи: вогонь, вода, повітря та земля.

## «Стихія» у сучасній науці
Термін «елемент» або стихія у сучасній науці зберігся у словосполученні «хімічний елемент», а також у вигляді прикметника у терміні «елементарна частка». З елементами-стихіями безпосередньо пов'язане поняття стихійне лихо. Елемент — це першооснова, частинка, складова нашого світу. Термін «елемент» також присутній у психології і тісно переплітається з поняттям темперамент.

## Давньоіндійська філософія

### Індуїзм
Систему п'яти елементів можна знайти у Ведах, особливо в Аюрведі, Панча Махабхута, або «п'ять великих елементів» індуїзму:
- bhumi або prṛthvī (земля),[5]
- āpas або jala (вода)
- agní або tejas (вогонь)
- vāyu, vyāna або vāta (повітря або вітер)
- ākāśa, vyom або śūnya (простір або нуль) або (ефір або порожнеча)[6]

Крім того, вони припускають, що все творіння, включаючи людське тіло, складається з цих п'яти основних елементів і що після смерті людське тіло розчиняється в цих п'яти елементах природи, таким чином врівноважуючи цикл природи.
П'ять елементів пов'язані з п'ятьма відчуттями і діють як грубе середовище для досвіду відчуттів. Найпростіший елемент, земля, створена за допомогою всіх інших елементів, може сприйматися всіма п'ятьма органами чуття: (i) слухом, (ii) дотиком, (iii) зором, (iv) смаком і (v) нюхом. Наступний вищий елемент, вода, не має запаху, але його можна почути, відчути, побачити та спробувати на смак. Далі йде вогонь, який можна почути, відчути і побачити. Повітря можна почути і відчути. «Акаша» (ефір) знаходиться за межами нюху, смаку, зору та дотику; воно доступне тільки на слух.

### Буддизм
Буддизм мав різноманітні думки про п'ять елементів, їхнє існування та актуальність, деякі з яких зберігаються й донині.
У палійській літературі Махабхута («великі елементи») або катудхату («чотири елементи») — це земля, вода, вогонь і повітря. У ранньому буддизмі чотири елементи є основою для розуміння страждань і звільнення від страждань. Найдавніші буддистські тексти пояснюють, що чотири основні матеріальні елементи — твердість, текучість, температура та рухливість, які характеризуються як земля, вода, вогонь і повітря відповідно.
Вчення Будди про чотири елементи слід розуміти як основу всіх спостережень справжніх відчуттів, а не як філософію.
Чотири властивості: зчеплення (вода), міцність або інертність (земля), розширення або вібрація (повітря) і вміст тепла або енергії (вогонь). Він оприлюднив класифікацію розуму та матерії, яка складається з восьми типів «калап», з яких чотири елементи є первинними, а вторинна група з чотирьох — це колір, запах, смак і поживна речовина, які є похідними від чотирьох первинних.
Медична література тибетського буддизму говорить про pañca mahābhūta IAST (п'ять елементів) або «властивості стихій»: земля, вода, вогонь, вітер і космос.
Ця концепція широко використовувалася в традиційній тибетській медицині. Тибетська буддійська теологія, традиції тантри та «астрологічні тексти» також говорили про те, що вони утворюють «навколишнє середовище, [людські] тіла», а на найменшому або «найтоншому» рівні існування — частини думки та розуму. Також на найтоншому рівні існування елементи існують як «чисті природи, представлені п'ятьма жінками-буддами», Ākāśadhātviśvarī, Buddhalocanā, Mamakī, Pāṇḍarāvasinī та Samaytarā, і ці чисті природи "проявляються як фізичні властивості землі (твердість), вода (текучість), вогонь (тепло і світло), вітер (рух і енергія) і «розширення простору». Ці природи існують як усі «якості», які є у фізичному світі та приймають у ньому форми.

#### Приклад

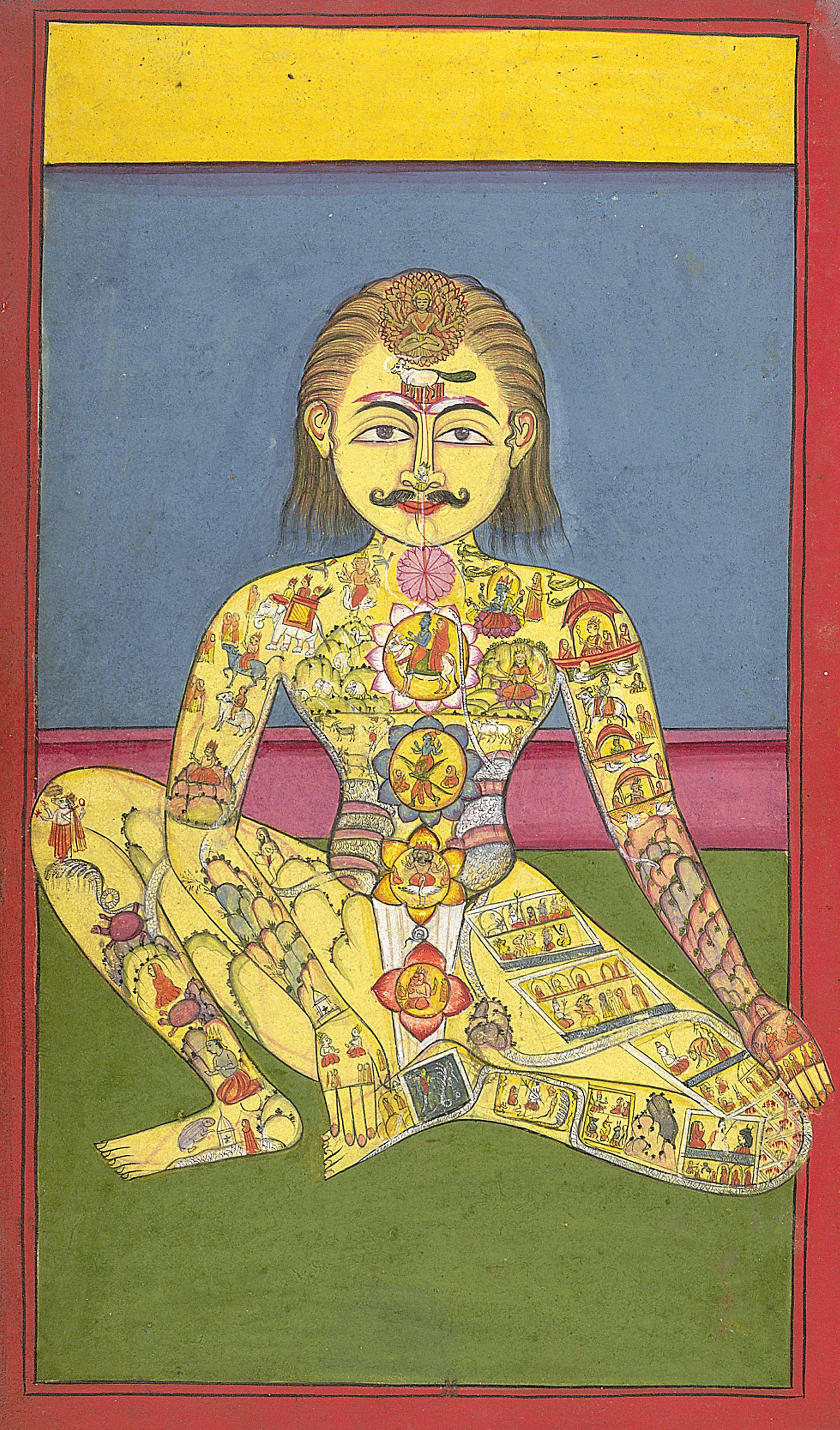
Зображення чакр на тілі людини

Типовим прикладом відображення цієї філософії, є оточуючий нас матеріальний світ є ілюзією. Ця ілюзія виникає зсередини людини, проєктуючи з його чакр, нижні п'ять з яких є вмістищами першоелементів (стихій):
1. Муладхара-чакра — містить метаелемент Земля, який відповідає твердому агрегатному стану речовини. Вона проєктує навколо людини ту частину матеріального світу, яку він може відчути через свій дотик
2. Свадістана-чакра — містить метаелемент Вогнь, який відповідає агрегатному стану речовини плазма. Вона проєктує навколо людини ту частину матеріального світу, яку він може відчути через свій зір.
3. Набі-чакра — містить метаелемент Вода, який відповідає рідкому агрегатному стану речовини. Вона проєктує навколо людини ту частину матеріального світу, яку він може відчути через свій смак.
4. Анахата-чакра — містить метаелемент Повітря, який відповідає газоподібному агрегатному стану речовини. Вона проєктує навколо людини ту частину матеріального світу, яку він може відчути через свій нюх.
5. Вишуддха-чакра — містить метаелемент Ефір, який відповідає хвильовому агрегатному стану речовини. Вона проєктує навколо людини ту частину матеріального світу, яку він може відчути через свій слух.

Чакри являють собою диски з інформацією, які повільно повертаються за годинниковою стрілкою і проєктують навколо людини постійно мінливу «реальність». Оскільки чакри пов'язані між собою енергетичними каналами, то проєкції різних чакр абсолютно скорельовані. Тобто, там, де можна «помацати», там можна і «побачити».

## У-Сін

Пентаграма У-Сін

У-сін (П'ять елементів; п'ять стихій; п'ять дій; кит.: 五行) — одна з основних категорій китайської філософії; п'ятичленна структура, що визначає основні параметри світобудови. Крім філософії, широко використовується у традиційній китайській медицині, ворожінні, бойових мистецтвах, нумерології.
Охоплює п'ять класів (Дерево, Вогонь, Земля, Метал, Вода), що характеризують стан і взаємозв'язок усіх існуючих предметів і явищ. Послідовність стихій визначена у каноні «Шу цзін», главі «Хун фань».

## Цікаво
Вчення про чотири елементи (стихії) як першооснови світу: землю, повітря, вогонь та воду мало конкретне застосування, наприклад, у середньовічній металургії. Ось як про це пише Георг Агрікола у своїй фундаментальній роботі «Про гірничу справу та металургію» («De Re Metallica», 1556 р.):
| Звичай видатних плавильників, які вміють керувати чотирма елементами, такий. Вони змішують у правильних пропорціях руди, що містять землі, і завантажують їх у печі. Потім ллють необхідну кількість води і вміло керують рухом повітря, що надходить з міхів, закидаючи руду туди, де вогонь горить із найбільшою силою. (уривок з Книги 9, «De Re Metallica») |